# Musenmai
Musenmai (jap. 無洗米) – ryż produkowany w Japonii przez Japońskie Stowarzyszenie Musenmai (jap. 全国無洗米協会 Zenkoku Musenmai Kyōkai), który w odróżnieniu od tradycyjnego białego ryżu nie wymaga mycia przed ugotowaniem. Powstaje poprzez usunięcie kleistej powłoki z ziarniaków ryżu, zwanej hada nuka (jap. 肌ヌカ), poprzez odwirowanie go w tubie o średnicy 30 cm bez użycia środków chemicznych i wody. Przyczyną ekonomiczną powstania musenmai była chęć zaoszczędzenia czasu przeznaczanego zarówno na mycie ryżu, jak i wody wykorzystywanej do tego celu. Musenmai ma także znaczenie proekologiczne: woda powstała po myciu ryżu, zwana togijiru (jap. とぎ汁), jest w Japonii znaczącym źródłem zanieczyszczenia wody.

## Charakterystyka
Cechy i zalety musenmai:
- Ryż nie wymaga mycia, dzięki czemu nie traci wartości odżywczych
- Nie powstaje togijiru (woda z organiczną zawiesiną po myciu ryżu), dzięki czemu musenmai nie wywiera negatywnego wpływu na środowisko
- Zaoszczędza czas i wysiłek przeznaczony na przygotowanie potraw
- Zmniejsza zużycie wody
- Hada nuka (kleista powłoka na powierzchni ryżu białego) stanowiła ok. 3~4% wagi ryżu, w związku z czym musenmai przyczynia się do optymalizacji transportu ryżu oraz ilości zajmowanego miejsca
- Zmniejsza ilość zanieczyszczonej wody spływającej do kanalizacji
- Do odpowiedniego przygotowania nie wymaga znajomości technik mycia ryżu

## Materiały źródłowe
- What is Musenmai rice?. thirdplanetfoods.com. [zarchiwizowane z tego adresu (2010-03-04)]. (ang.).
- Introducing Musenmai. jfc.com. [zarchiwizowane z tego adresu (2007-08-20)]. (ang.).
- Oficjalna strona Japońskiego Stowarzyszenia Musenmai. musenmai.com. [zarchiwizowane z tego adresu (2009-05-23)]. (jap.).
- Artykuł w The Japan Times poświęcony musenmai (ang.)